# Травнева піраміда
Травнева піраміда (ісп. Pirámide de Mayo) — пам'ятник, який знаходиться на центральній площі столиці Аргентини міста Буенос-Айреса. Встановлений 1811 року на честь першої річниці Травневої революції.

## Історія

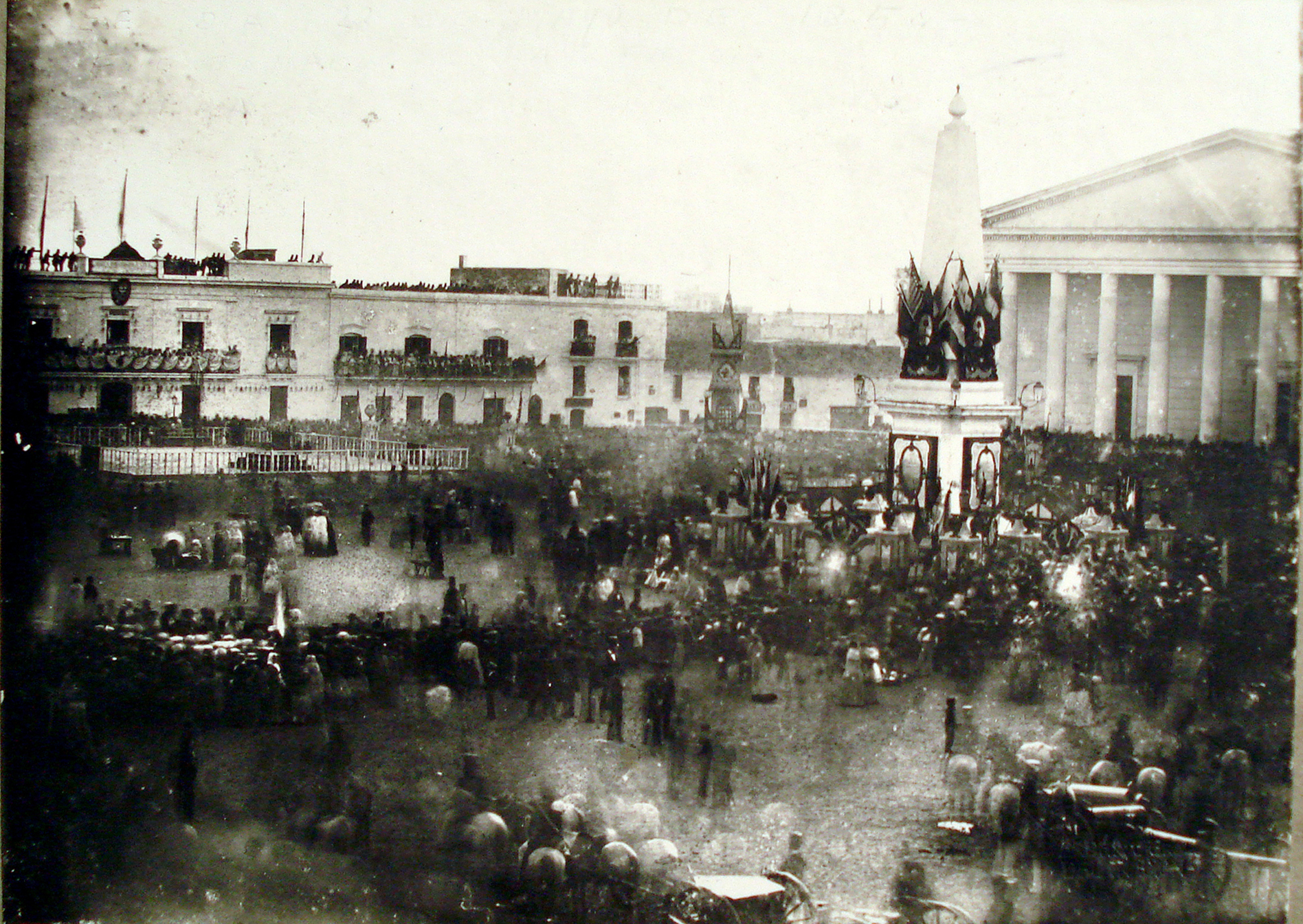
Травнева піраміда (1854)

Історія Травневої піраміди починається у березні 1811 року, коли Перша Хунта вирішила у рамках святкування річниці Травневої революції встановити монумент у центрі тодішньої Площі Перемоги (у західній частині сучасної Травневої площі). Робота над монументом почалася 6 квітня під керівництвом Франсіско Каньєте. 
25 травня 1811 року було відкрито Травневу піраміду — перший патріотичний пам'ятник Аргентини. Тим не менше, робота над нею продовжувалася ще деякий час, але повністю проект так і не був реалізований. Встановлена піраміда була порожниста, була виготовлена з цегли і мала 13 м висоти. П'єдестал монумента складався з двох чотирикутних ярусів. Верхівку піраміди прикрашала декоративна куля. Пам'ятник було обгороджено решіткою з ліхтарями.
1826 року президент Бернардіно Рівадавія запропонував встановити новий пам'ятник учасникам Травневої революції замість Піраміди, але проект не було реалізовано через його відставку.

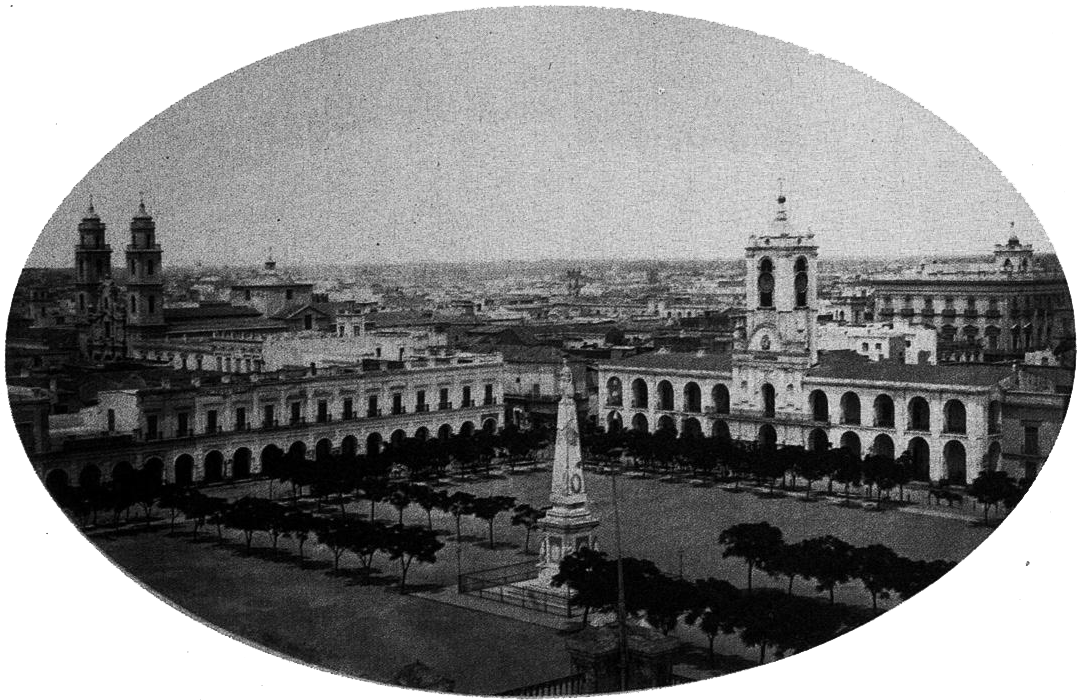
Травнева піраміда (1867)

1856 року Прілідьяно Пуейрредон повністю перебудував оригінальну Травневу піраміду, зробивши її більш витонченою та грандіозною. П'єдестал піраміди було зроблено ширшим, а її саму вищою. На її вершину було встановлено статую жінки у фригійському ковпаку (Свободи) роботи французького скульптора Жозефа Дюбурдью, яка нині вважається національною персоніфікацією Аргентини. Висота статуї становила 3,6 м. Дюбурдью також зробив символічні фігури Промисловості, Торгівлі, Науки і Мистецтва, які встановили на кутах п'єдесталу. На східній стороні обеліска, яка дивиться на Касу-Росаду, було додано золоте сонце, а на решті сторін — барельєфи лаврових вінків. На сторонах п'єдесталу було поміщено зображення герба Аргентини.
1859 року штукатурку, яка вкривала Піраміду було замінено на мармур. 
1873 року скульптури було замінено нові мармурові: Географію, Астрономію, Мореплавство і Промисловість.
1904 року у рамках підготовки до святкування сторіччя Травневої революції було запропоновано замінити Травневу піраміду на більш величний монумент. Було проведено конкурс, але новий пам'ятник так і не почали будувати. Натомість 1912 року Травневу піраміду відреставрували перенесли у центр площі. Скульптури, які стояли біля її підніжжя, прибрали. 6 жовтня 1972 року їх встановили на площі Сан-Франсіско, де вони знаходяться донині.

Скульптури, які оточували Травневу піраміду
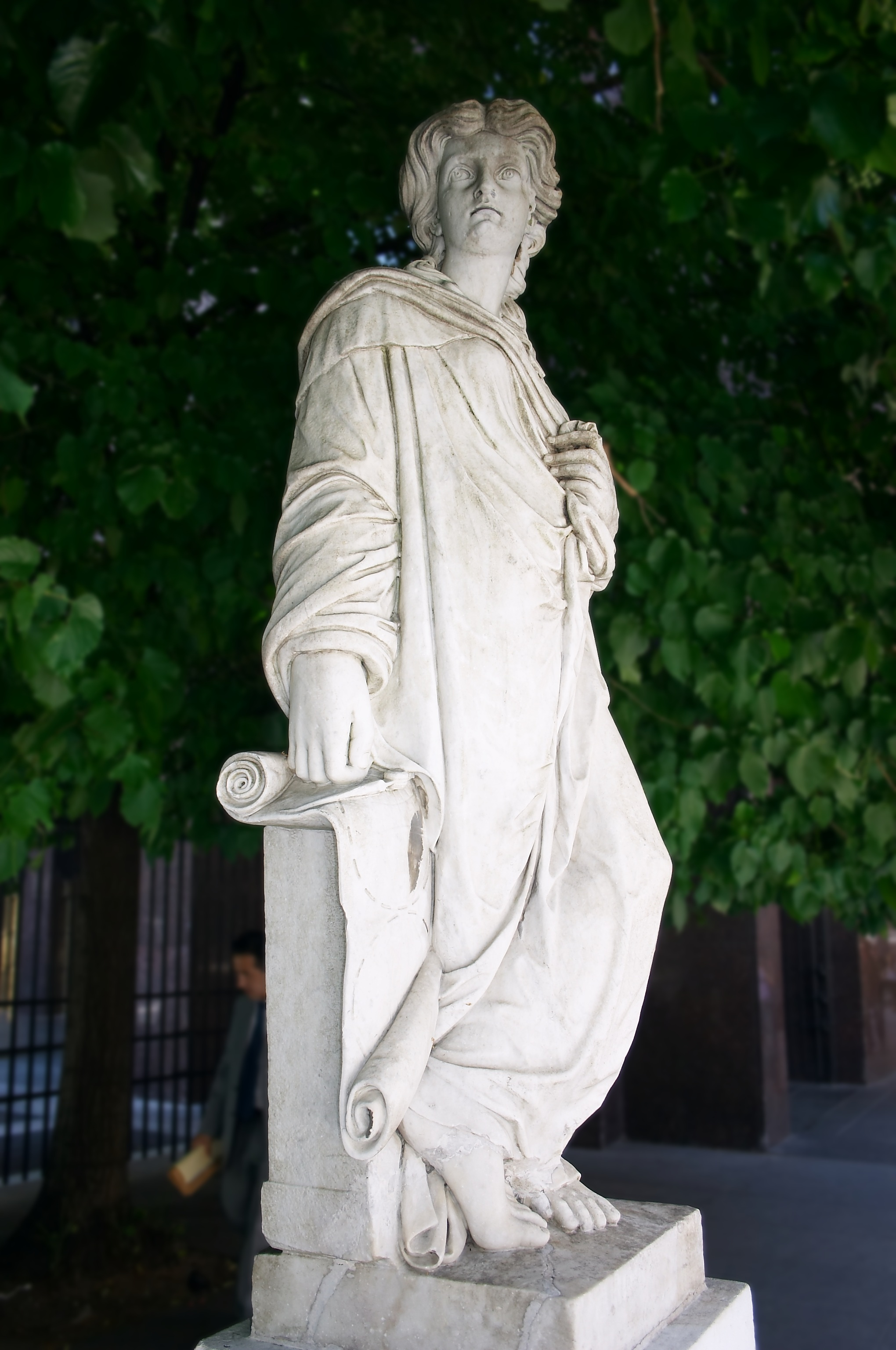
Географія
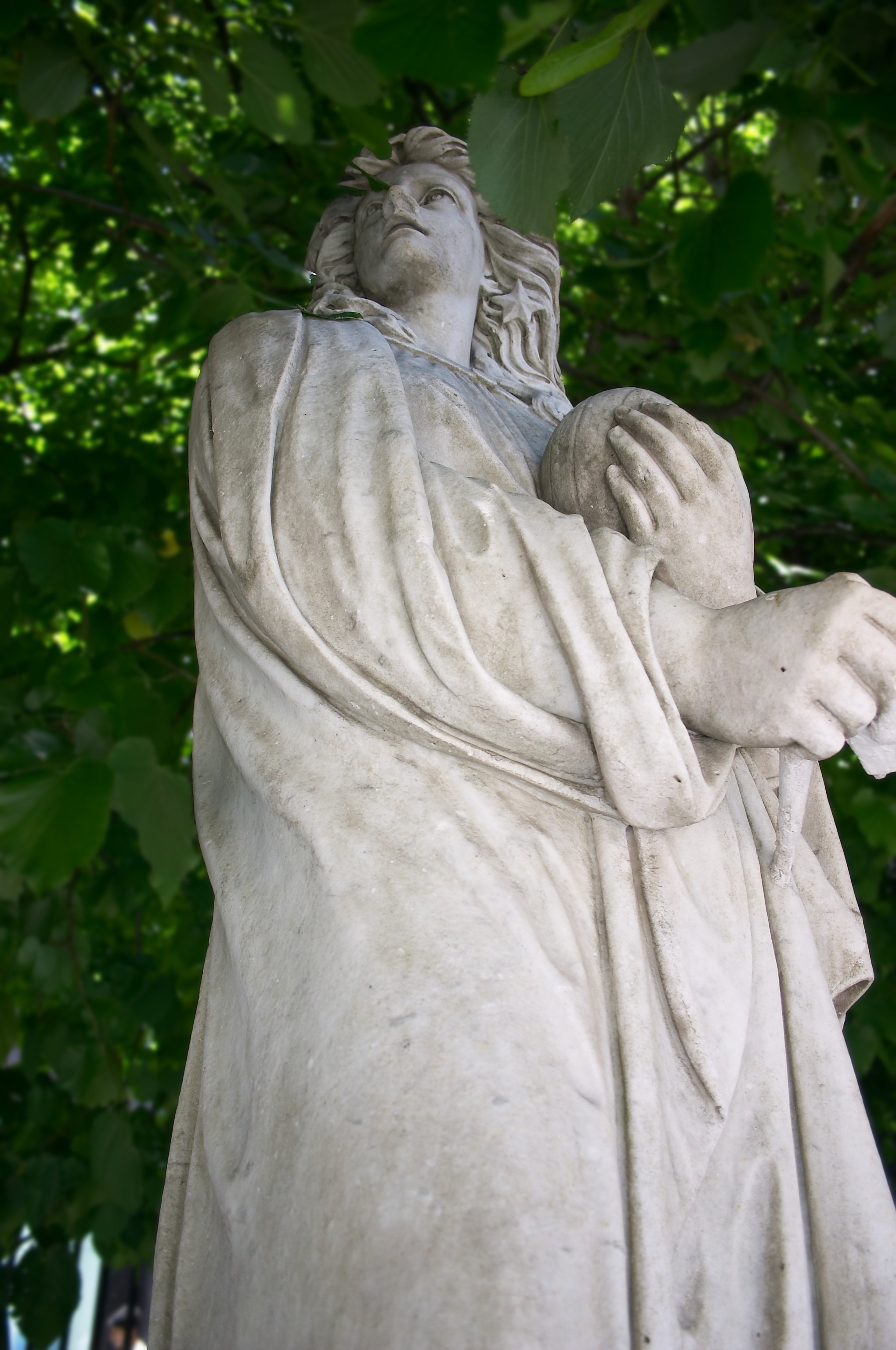
Астрономія
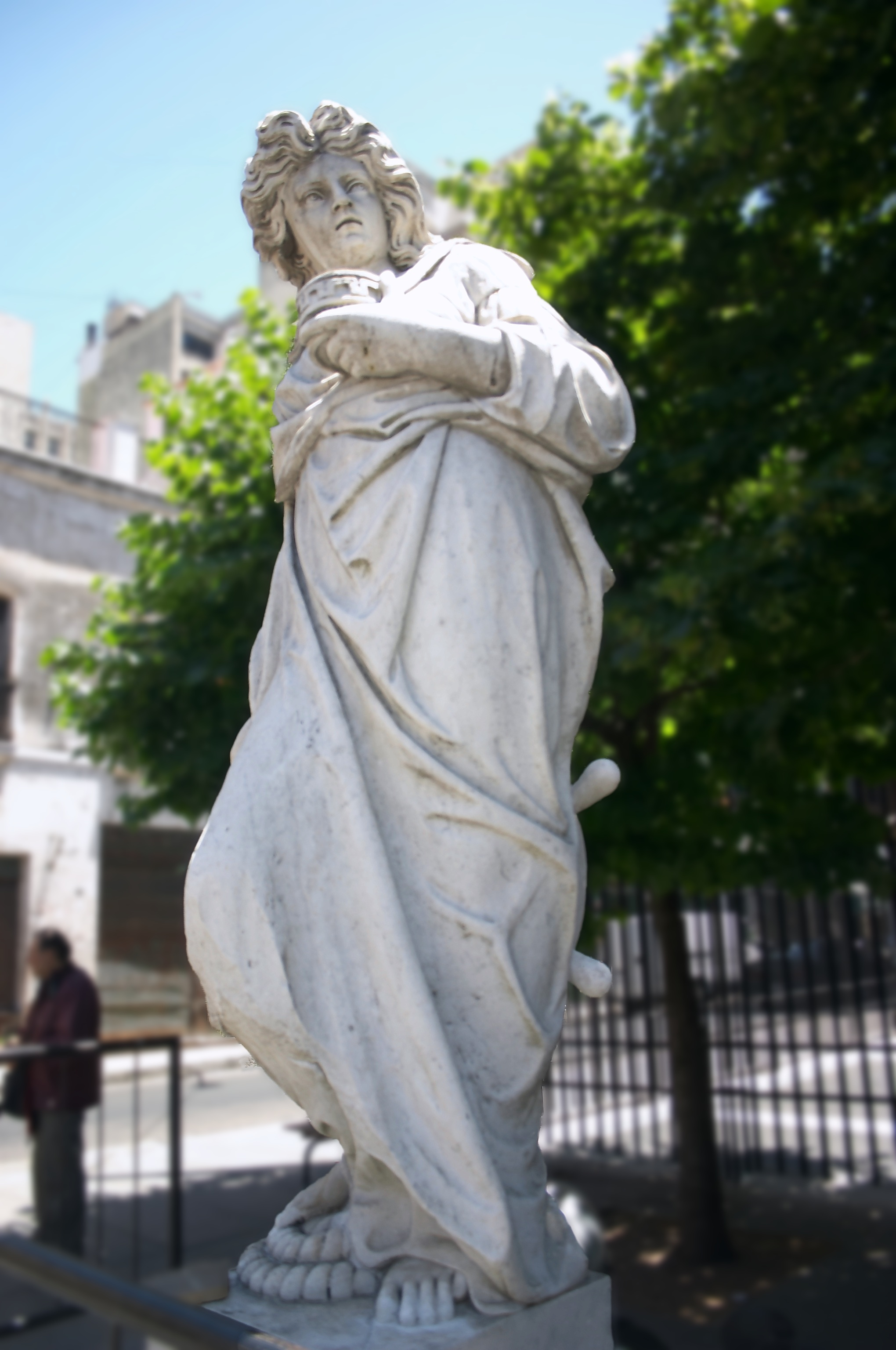
Мореплавство
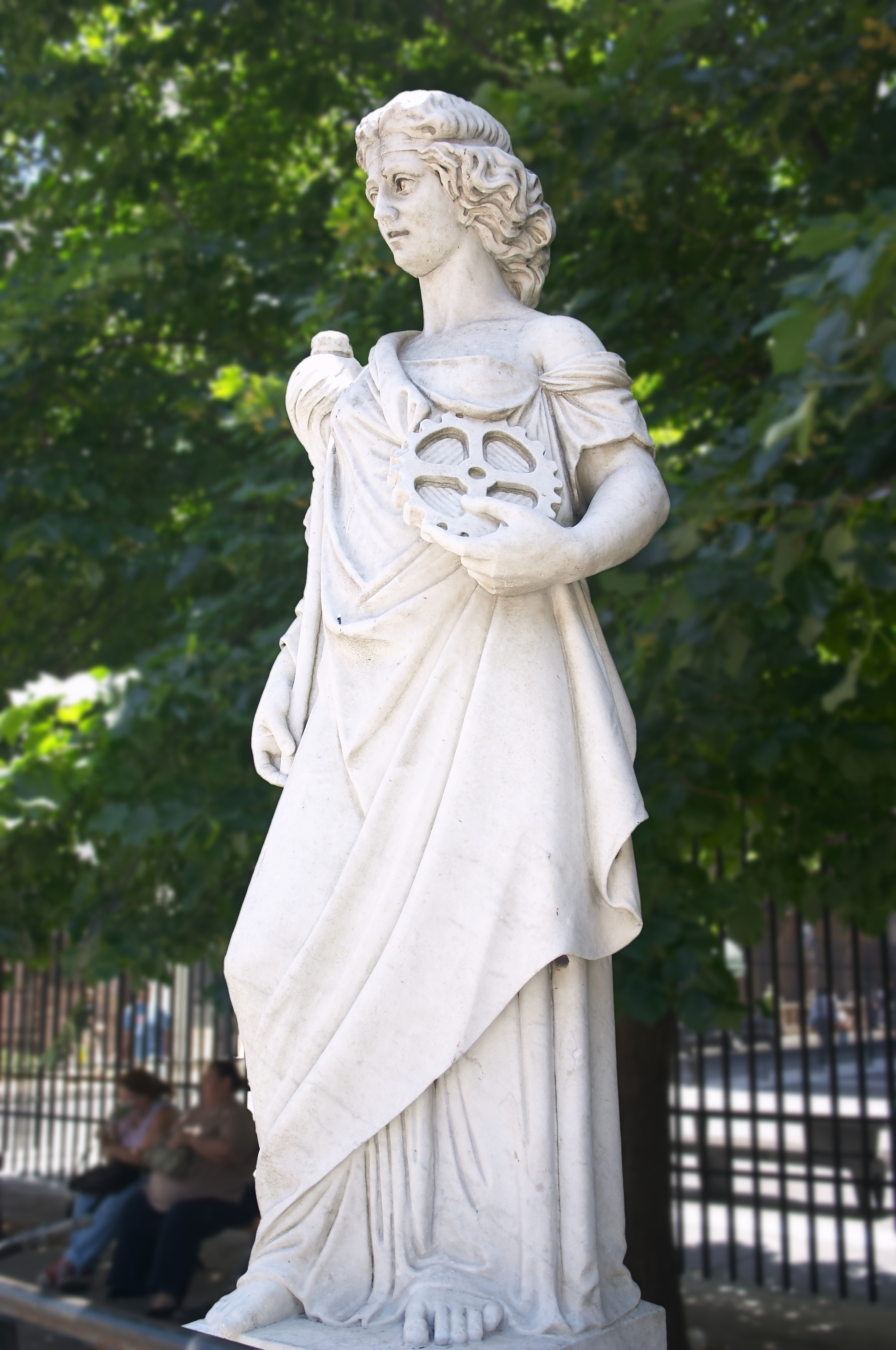
Промисловість

Декретом № 120.412 від 21 травня 1942 року Травневу піраміду було проголошено національної історичною пам'яткою.
1976 року до її підніжжя було привезено землю з усіх провінцій Аргентини і Святої землі.
У часи військової диктатури в Аргентині 1976-1983 років біля Травневої піраміди щочетверга збиралися матері репресованих. 10 березня 2005 року декретом №1.653 було проголошено історичною пам'яткою це місце біля піраміди. 8 грудня 2005 року там же було поховано попіл Асусени Вільяфлор, організатора руху «Матері площі Травня».
У травні 2010 року перед святкуванням двохсотріччя Травневої революції піраміду було відреставровано студією «Uffizi». Також її було пофарбовано фарбою з додаванням латексу.

## Репліки

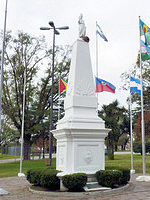
Репліка у Кампані

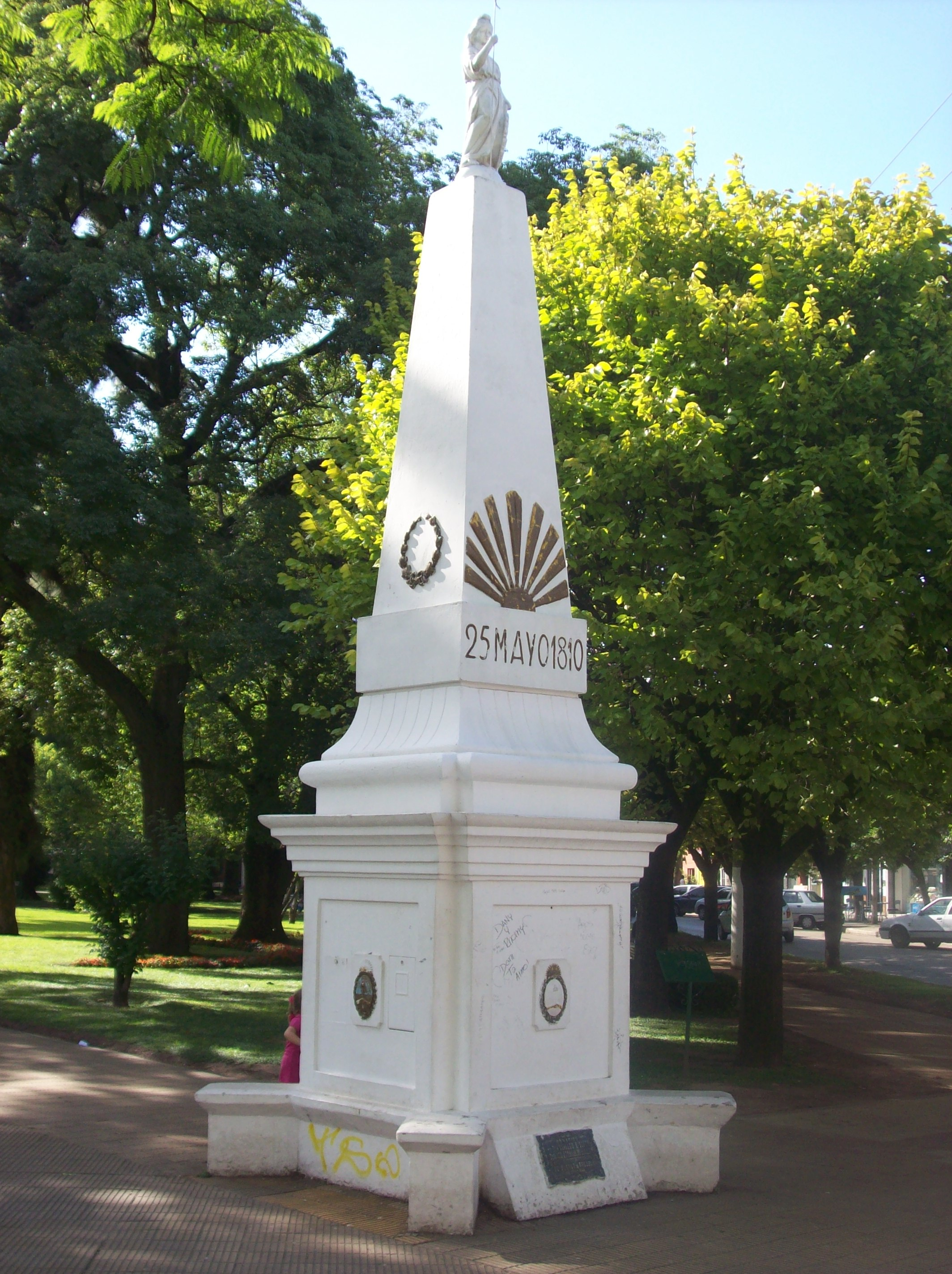
Репліка в Ескобарі

Репліка Травневої піраміди встановлена на площі перед муніципалітетом міста Кампана (провінція Буенос-Айрес). Вона була встановлена 25 травня 1960 року.
Інша репліка Піраміди, виконана з заліза і цементу, знаходиться у міста Ескобар (провінція Буенос-Айрес). Вона була встановлена 1961 року